# Ruski Bród (Zbydniów)
Ruski Bród – część wsi Zbydniów w Polsce położona w województwie podkarpackim, w powiecie stalowowolskim, w gminie Zaleszany.